# Hästholmen-Öppenskär
Hästholmen-Öppenskär este o arie protejată (arie specială de conservare — SAC, sit de importanță comunitară — SCI) din Suedia întinsă pe o suprafață de 1.151 ha, integral pe uscat.

## Localizare
Centrul sitului Hästholmen-Öppenskär este situat la coordonatele 56°04′27″N 15°45′51″E / 56.0742°N 15.7641°E.

## Înființare
Situl Hästholmen-Öppenskär a fost declarat sit de importanță comunitară în ianuarie 1997 pentru a proteja 1 specie de animale. Situl a fost protejat și ca arie specială de conservare în martie 2011.

## Biodiversitate
Situată în ecoregiunile continentală și marină baltică, aria protejată conține 11 habitate naturale: Pajiști fino-scandinave uscate până la mezice, bogate în specii de altitudine mică, Insulițe și insule mici din Baltica boreală, Recifuri, Pășuni de coastă din Baltica boreală, Păduri acidofile de stejar bătrân cu Quercus robur pe câmpii nisipoase, Formațiuni de Juniperus communis pe lande sau pajiști calcaroase, Pășuni din zone de pădure fino-scandinave, Mlaștini turboase de tranziție și turbării mișcătoare, Golfuri mici largi și golfuri puțin adânci, Pajiști uscate europene, Roci stâncoase cu vegetație pionieră de Sedo-Scleranthion sau Sedo albi-Veronicion dillenii.
La baza desemnării sitului se află o specie protejată de  amfibieni: triton cu creastă (Triturus cristatus).